# Buggykiting
Buggykiting je jednou z pozemních variant powerkitingu. Spočívá v jízdě na speciálně sestrojeném vozítku, buggy (též „bugina“ nebo „kitebuggy“), za využití tažného draka. Bugina je lehká jednomístná tříkolka s řiditelným předním kolem a dvěma pevně ukotvenými zadními koly. Jezdec sedí veprostřed vozidla a mění rychlost a směr jízdy natáčením předního kola a manévrováním s drakem. Rychlost dosažitelná na kitebuggy závisí na povrchu a síle větru, na rovné tvrdé ploše rychlost dosahuje běžně 90 km/h, rychlostní rekordy se pohybují okolo 110 km/h. Ochranné prvky, především přilba, jsou součástí základní výbavy.
První dochované zmínky o aktivitě podobné dnešnímu buggykitingu pochází z Velké Británie z roku 1827, kdy George Pocock zkoumal možnosti využití tažné síly větru pro pohon vozidel. Soustředil se však na praktické využití v dopravě, nikoliv na jízdu jako zábavu či sport. Buggykiting v moderním slova smyslu se začal poprvé objevovat v 70. letech, do dnešní podoby ale tento sport dovedl Peter Lynn na počátku 90. let. Masové rozšíření začalo zhruba o deset let později, v návaznosti na nárůst popularity kitesurfingu.

## Výbava
Základem výbavy pro buggykiting jsou tažný drak a buggy, dále trapéz a ochranné pomůcky.
Velikosti tažných draků používaných pro buggykiting jsou obvykle menší, než velikosti používané pro snowkiting, landkiting či kitesurfing. Na hladkém povrchu (asfalt, tvrdý písek) mají kola buginy minimální valivý odpor, proto stačí často draci o velikostech do 5 m². Používají se skoro výhradně draci komorové konstrukce a převažuje způsob ovládání pomocí madel. Madla jsou na sobě nezávislá a umožňují jezdci v sedě pohodlnější ovládání, než hrazda. Většinou jsou madla spojená krátkou šňůrou, která prochází kladkou trapézu a přenáší tak většinu tahu z rukou na tělo jezdce.
Nedílnou součástí výbavy jsou ochranné pomůcky. Výběr použitých ochranných prvků závisí na stylu jízdy, povrchu a zkušenostech jezdce. Nezbytností je přilba, především při jízdě na tvrdém povrchu, často se také využívají chrániče páteře, kolen a loktů (především pro freestyle buggykiting) a brýle (při rychlé jízdě).

## Konstrukce buggy
Zadní kola buginy jsou upevněna na koncích zadní nápravy; používají se nápravy různých délek, pro freestyle obvykle kratší, pro rychlou jízdu delší (délka je většinou 1–1,5 m). Existují i odpružené nápravy pro jízdu v terénu. K zadní nápravě je zepředu ukotveno sedadlo tak, aby měj jezdec při jízdě co nejníže položené těžiště.
Přední kolo je ukotveno ve vidlici na konci oje vybíhající ze sedadla a konstrukcí upevnění a ovládáním se podobá přednímu kolu jízdního kola. Z dolní části vidlice vycházejí stupačky (řídítka), na kterých má jezdec položené nohy a tlakem na stupačky natáčí kolo. Stupačky jsou někdy vybaveny poutky, která zabraňují sklouznutí chodidel. Jízda s poutky se nedoporučuje začátečníkům, protože v případě převrácení nebo jiné nehody může dojít až ke zlomenině kotníku.
Kola se mohou velmi lišit; kromě kol standardní velikosti se používají i úzká kola s mělkým vzorkem pro jízdu na asfaltu, nebo široká kola většího průměru (tzv. „big foot“) pro jízdu v extrémním terénu. Na rozdíl od jízdních kol nejsou kola buginy vyplétaná, protože by hrozilo zachycení části výbavy nebo těla jezdce do výpletu.
Váha buginy a jezdce ovlivňuje jízdní vlastnosti a podle účelu a stylu jízdy je žádoucí váhu snížit, nebo naopak zvýšit. Pro freestyle buggykiting je vhodná co nejlehčí buggy, s odlehčenou konstrukcí se ale pojí kratší životnost. Naopak pro rychlostní disciplíny je vhodná těžší buggy kvůli stabilitě, proto někdy jezdci připevňují na buggy závaží tak, aby drželi těžiště co nejníže.

### Speciální konstrukce
Některé buginy dovolují zapřažení další buggy jako přívěsu. Takto spojené buginy jsou poháněny jedním drakem ovládaným předním jezdcem; jezdec druhé buginy je potom jednoduše tažen. Další možností je využití tandemového pohonu, kdy dva jezdci ovládají každý svého draka, ale jedou společně buď zapřaženi na dvou buginách, nebo na speciálně konstruované vícemístné buggy. Takový způsob jízdy ale vyžaduje mnoho zkušeností a dobrou komunikaci mezi jezdci.
Kromě tříkolek existují i čtyřkolové buginy se složitějším mechanismem zatáčení a dvoukolové buggy, které mají místo zadní nápravy pouze jedno kolo usazené veprostřed.
U některých buggin je možné vyměnit kola za nože bruslí, případně ližiny, a využít potom vozidlo k jízdě na ledu či sněhu.

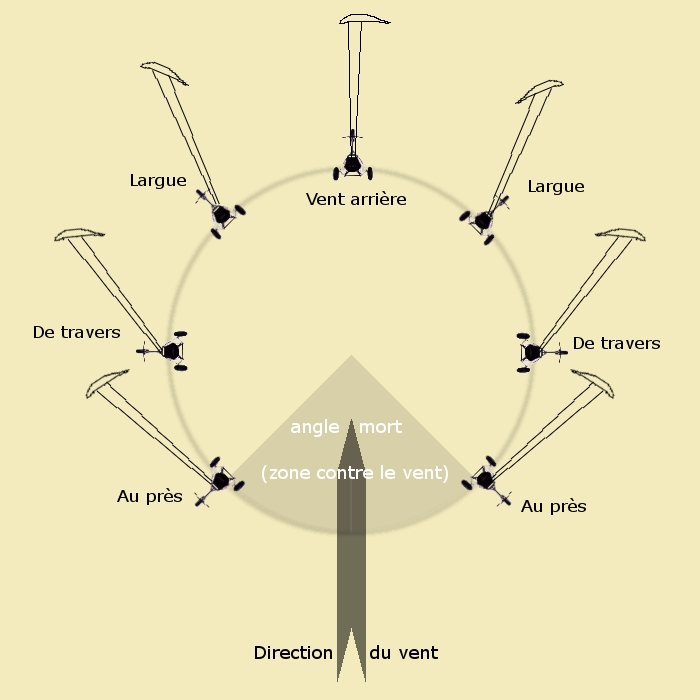
Schéma směrů jízdy (vysvětlení):
Au près – ostře proti větru De travers – kolmo na vítr
Largue – odpadání po větru Vent arrière – s větrem v zádech
Tmavá zóna dole zobrazuje „mrtvý úhel“

## Jízda
Buggy je poháněna tažným drakem, který ovládá jezdec. Drak není připevněn k bugině přímo, je připoután k tělu jezdce, případně ho jezdec pouze drží v rukou. Ovládání směru jízdy funguje podobně jako u plachetnic a ostatních větrem poháněných zařízení:
- Jezdec může držet draka v takové pozici, že úhel mezi směrem tahu draka a směrem větru se blíží (teoreticky) až 90°
- Natočením kol buginy jezdec určí směr jízdy. Směr jízdy se může teoreticky přiblížit až k úhlu 90° na směr tahu draka

Výsledkem je, že teoreticky se směr jízdy může velmi přiblížit směru přímo proti větru; prakticky je běžně možné stoupat proti větru pod úhlem kolem 45° (směr příliš ostrý proti větru se nazývá „mrtvý úhel“).
Největší rychlosti jezdec může dosáhnout při jízdě kolmo na vítr. Naopak při jízdě mírně po větru („odpadání“ po větru) se snižuje odpor, který jezdec klade proti tahu draka a tah draka je slabší. Jízda přímo po větru s větrem v zádech je možná, ale hrozí že drak úplně ztratí tah a spadne na zem.
Kitebuggy nemají žádné brzdy, které by působily přímo na kola, protože tah draka je příliš velký a brzdy by byly neúčinné. Pokud chce jezdec zastavit, musí uvést draka do takové polohy, aby přestal táhnout, případně přímo zabrzdit pomocí draka. Někdy je možné urychlit zastavení ostrou zatáčkou a uvedením vozidla do smyku.

### Freestyle buggykiting
Podobně jako u mnoha dalších rozvíjejících se sportů se i v buggykitingu vyvinul freestyle, tedy styl ježdění zaměřený na předvádění nejrůznějších triků. Mezi základní freestylové dovednosti patří jízda pozadu a jízda po dvou kolech, vrcholným uměním freestylu je pak skákání.
Aby mohl jezdec skákat, musí se připoutat k sedadlu pásem (v jiných situacích se pásy nepoužívají z bezpečnostních důvodů). Ke skákání je také potřeba větší drak než pro běžnou jízdu, což už samo o sobě znamená určité nebezpečí. Pokročilí freestylisté dokáží vyskočit až do výšky několika metrů a předvést ve vzduchu různé triky včetně otoček o 360 (a více) stupňů.

## Bezpečnost
Buggykiting, stejně jako další odvětví powerkitingu, je extrémním sportem a tedy potenciálně nebezpečným. Vítr jako zdroj energie je vždy nepředvídatelný a náhlé poryvy či jiné změny větru jsou také velmi častou příčinou nehod a úrazů.
Jedním ze základních bezpečnostních pravidel je výběr správného místa pro provozování buggykitingu. Měla by to být přehledná otevřená plocha v dostatečné vzdálenosti od překážek, především elektrického vedení. Nebezpečné jsou jak překážky, které se nacházejí směrem proti větru, protože narušují kontinuitu větru a může dojít k nepředvídatelným poryvům, tak i překážky ležící směrem po větru, protože znamenají přímé riziko srážky v případě ztráty kontroly nad drakem. Zvláštní ohled je třeba brát na osoby v okolí a ostatní jezdce.
Velmi důležité jsou ochranné prvky; přilba je všeobecně přijímána jako samozřejmost. Doporučuje se také použít chrániče loktů, kolen a hlavně chránič páteře, zejména pokud při buggykiting skáčete nebo jezdíte po betonových plochách.

## Lokality

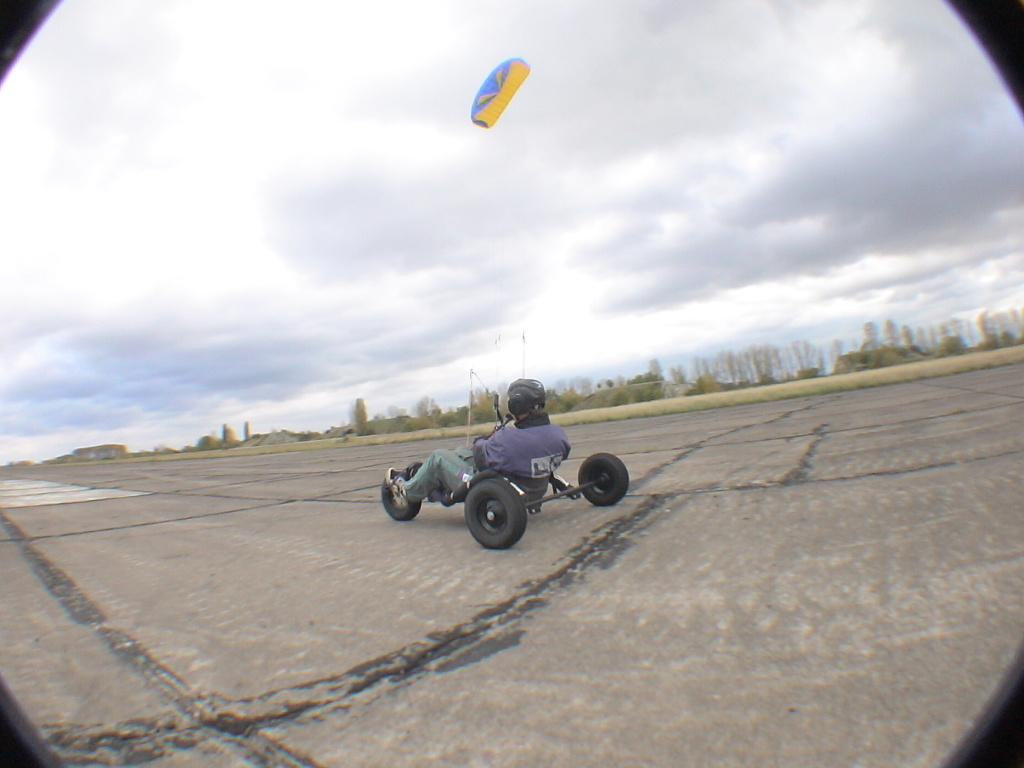
Buggykiting na bývalém vojenském letišti Milovice

Nejvhodnějšími místy pro buggykiting jsou velké otevřené plochy s hladkým povrchem. Je možné jezdit i po loukách a jiných neupravených terénech, ale nerovný terén snižuje dosažitelnou rychlost. Jako špičkové evropské lokality se proslavily například nizozemské pláže.
V České republice existuje několik mimořádně vhodných lokalit:
- Bývalá vojenská letiště, například Milovice a Ralsko
- Sportovní letiště, na kterých je možné domluvit se s obsluhou, například Letiště Slatina v Brně